# Гусейнов, Джалил Юсуф оглы
Джалил Юсуф оглы Гусейнов (азерб. Cəlil Yusif oğlu Hüseynov; 28 декабря 1896, Нуха, Елизаветпольская губерния — 21 марта 1979, Баку) — учёный-патоморфолог, внесший весомый вклад в развитие фундаментальных основ патологической анатомии и нейробиомедицины. 
Является автором первых руководств (учебников) и терминологий по патологической анатомии на азербайджанском языке, основателем электронно - микроскопической лаборатории по изучению патологических изменений ультраструктур органов и тканей на молекулярном уровне. 

## Биография
Джалил Юсуф оглы Гусейнов родился 20 декабря 1896 года в г. Шеки. Учился в городской школе, затем поступил в 1-ю Тифлисскую гимназию, которую окончил в 1919 году. В том же году поступил в Азербайджанский Государственный Университет на медицинский факультет. В годы учёбы руководил студенческим научным кружком. Принимал активное участие в научных межкафедральных конференциях.

## Научная деятельность
Совместно с физиологом проф. Поповым и патологом проф. И. И. Широкогоровым начали развивать учение И. П. Павлова в Азербайджане. Будучи студентом последнего курса стал преподавать на Рабочем факультете (факультете для ускоренной подготовки рабочих к обучению в высшей школе).
В 1924 году. Д.Ю. Гусейнов окончив университет посвятил себя теоретической медицине. Работая на кафедре патологической анатомии медицинского факультета, ездил на курсы усовершенствования в Москву по изучению новых клинико–лабораторных и морфологических методов исследования.
Будучи молодым ученым – патологом, обладал глубокими знаниями в области гистологии и патологической анатомии, оказывал помощь клиницистам в описании патогистологических препаратов для научных и практических исследований.
С 1926 г. Д. Ю. Гусейнов начал впервые Азербайджане вести преподавание медицины на родном языке. Издавал материалы своих исследований и лекции на азербайджанском языке в области гистологии, патологической анатомии (общей и частной), как для студентов так и для учащихся медицинских училищ (акушерских, стоматологических, ветеринарных). 
Впервые составил медицинскую терминологию на азербайджанском языке. 
Работал на кафедре патологической анатомии. Организовал музей с коллекциями и экспонатами медицинских препаратов, редко встречавшихся заболеваний и пороков развития организма человека и животных.В 1930 году было присвоено звании доцента, в 1936 году – звание профессора. 
С 1946 по 1979 год являлся заведующим кафедрой патологической анатомии, являющейся центром патологоанатомической службы в республике. 
С 1926 по 1935 год каждый год по 3 месяца работал в Институте экспериментальной медицины
(Ленинград) с профессорами Е. С. Лондоном, В. Г. Ушаковым, а также с известным патологоанатомом Г. В. Шором. 
До 1930 года неоднократно выступал в зарубежной печати с публикациями в немецком центральном журнале по общей патологии.
В 1930 году защитил докторскую диссертацию на тему «Атеросклероз и симпатическая нервная система». 
В течение 5 лет им написаны 3 руководства по патологической анатомии на азербайджанском языке: «Патологическая анатомия малярии и гемоглобинурий лихорадки» (1934), «Краткое руководство по патологической анатомии» (1933), «Общая патологическая анатомия» (1935). 
По поручению терминологического комитета АзФаНа им было составлено 2500 терминов по гистологии, патологической анатомии и патологической физиологии на азербайджанском языке. 
В 1932 году начал работу над монографией «Гангрены и некрозы при малярии и их патогенез». Особое внимание уделял изучению реактивности нервной системы (рецепторов и синапсов) в условиях патологии.
В годы Великой Отечественной войны переключился на изучение раневого процесса, обслуживая на базе больницы им. Семашко сначала почти все, а затем значительную часть эвакогоспиталей Баку, в том числе Бакинский военный госпиталь.
Колоссальный раневой секционный материал позволил Д. Ю. Гусейнову расшифровать и проанализировать многочисленные огнестрельно-раневые процессы на клинико-анатомических конференциях эвакогоспиталей и сделать ряд сообщений по раневому процессу: огнестрельному абсцессу мозга, особенностям течения раневого процесса у маляриков, огнестрельно-раневому сепсису и огнестрельно-раневой болезни. 
В 1942 году Д. Ю. Гусейнов диагностировал не описанную еще в литературе четвертую (мышечная, инъекционная) форму сибиреязвенной болезни у группы больных. Аналогичный пример касается другой острой инфекции (сыпной тиф) на границе с Ираном. Когда гитлеровская армия приближалась к Махачкале, Д. Ю. Гусейнов был вызван туда по поводу якобы холерной эпидемии и тогда была установлена ошибочность клинико-морфологической диагностики у целого ряда больных, что способствовало ликвидации паники среди населения Махачкалы.
1944 году Д .Ю. Гусейнов подвел итоги своим исследованиям по патологической анатомии раневых инфекций и в том же году на Всесоюзной конференции в Москве по раневому процессу сделал доклад на тему «Огнестрельно – раневая болезнь». 
С 1946 года являлся главным патологоанатомом Азербайджана.  
С 1947 году Д. Ю. Гусейнов со своими сотрудниками полностью переключается на изучение роли тонких неврогенных механизмов в патогенезе болезней, применяя для этой цели (наряду с обычными) более сложные и специальные методики исследования нервной системы (серебрение по Бильшовскому – Грос, по Нисслю и др.), а также электронную микроскопию.
Д. Ю. Гусейнов  подытожил свои исследования по патоморфологии рецепторов и синапсов в двух классических монографиях: «К патоморфологии периферической нервной системы – рецепторов и синапсов» (1957 г.) и «К структурным изменениям рецепторов и синапсов в условиях патологии (макро-, микро- и электронномикроскопические исследования» (1965). 
В предисловиях к этим монографиям член-корреспондент АН СССР и АМН СССР Н. Г. Колосов дал им высокую оценку: «тонкая техника позволила Д. Ю. Гусейнову проникнуть глубоко в морфологию синапсов.  Н. Г. Колосов отметил, что Д. Ю. Гусейнов является пионером в области электрономикроскопического изучения периферической нервной системы в области патологии.
Автор свыше 200 печатных научных трудов, среди которых имеются экспериментальные и монографические. 
В 1949 – 1952 годы являлся членом Учёного Медицинского совета Министерства здравоохранения Азербайджанской ССР. 
С 1953 года до конца своей жизни являясь председателем Ученого Медицинского совета, вёл большую работу по руководству и развитию медицинской науки в республике.
В 1956 году Д. Ю. Гусейнов организовал и руководил конференцией патологоанатомов республик Закавказья, Средней Азии, Башкирской и Дагестанской АССР по проблемам краевой патологии. Труды этой конференции изданы под его редакцией («Проблемы краевой патологии», 1959). 
В 1963 году организовал в Баку с участием головного Института морфологии человека АМН СССР и ИЭКМ Министерства здравоохранения Азербайджанской ССР научную конференцию и симпозиум по проблеме «Морфологическое выражение реактивности нервной системы в нормальных и патологических условиях». 
В 1964 году он впервые в Союзе создал цветной фильм, касающийся нарушения кровообращения.
Д. Ю. Гусейнов являлся членом правления Всесоюзного общества патологоанатомов, членом редакционного совета московского журнала «Архив патологии», членом редколлегии «Азербайджанского медицинского журнала».
Является основоположником научной и педагогической деятельности в области теоретической и практической медицины в Азербайджане.
Являлся Действительном членом (академиком) АН Азербайджанской ССР. Заслуженный деятель науки Азербайджанской ССР. Почётный член правления Всесоюзного общества патологоанатомов СССР. Член редакционный коллегии московского журнала «Архив патологии». Председатель ученого совета Министерства здравоохранения Азербайджанской ССР. Заместитель председателя общества герантологов Академии Медицинских Наук СССР. Лауреат Государственной премии Азербайджанской ССР.

## Награды
За большой вклад в развитие здравоохранения и медицинской науки Д. Ю. Гусейнов награжден двумя орденами Ленина, двумя орденами Трудового Красного Знамени, орденом знак почета с рядом медалей.
В 1978 году за учебники «Общая патологическая анатомия» и «Специальная патологическая анатомия» (на азербайджанском языке) ему была вручена Государственная премия Азербайджанской ССР. 

## Семья
Жена – Лейла ханум Адигезалова, врач–терапевт. Сын  – Фарид Гусейнов, инженер–электроник. Дочь – Гюлара Гусейнова, кандидат медицинских наук, доцент, патоморфолог электрономикроскопист. Дочь – Аделя Гусейнова – физик, выпускница МГУ.
Внуки – Наджафова, врач-психотерапевт, Мурад Гусейнов – пианист, народный артист Азербайджана, Фуад и Фархад Гусейновы - музыканты и шашисты, Заур Гусейнов - инженер, Лейла Мамедова - доцент кафедры.